# Zweefbrug van Newport
De Zweefbrug van Newport (Newport Transporter Bridge) is een bewegende brug, over de Usk vlak bij de monding van de rivier in het Kanaal van Bristol.
De brug bestaat uit een groot portaal over de rivier waar alle schepen makkelijk onderdoor kunnen varen. De hoogte van de draagtafel boven de rivier is 54 meter. Aan het portaal is met kabels een gondel verbonden die heen en weer gaat en op die manier voertuigen en personen van de ene oever naar de andere oever brengt. De keuze voor de bouw van dit type brug, ter vervanging van de bestaande veerpont, werd ingegeven door de behoefte om voldoende doorvaarthoogte te bekomen voor het scheepvaartverkeer zonder enorme op- en afritten aan te moeten leggen nodig voor een vaste brugverbinding, en om de invloed van eb en vloed te omzeilen.

## Geschiedenis
De bouw van de zweefbrug, werd begonnen in 1902 onder de gezamenlijke leiding van de Franse ingenieur Ferdinand Arnodin die ook instond voor het ontwerp en de plaatselijke ingenieur Robert Haynes. De werken werden uitgevoerd door de firma Alfred Thorne uit Westminster.
De brug werd na een bouwtijd van vier jaar, ingehuldigd op 12 september 1906. De kostprijs bedroeg 98.000 pond. Op de openingsdag werden 8000 personen overgezet die er elk een halve penny tolgeld voor betaalden. Elke overtocht duurt anderhalve minuut.
In 1985 werd de brug om veiligheidsredenen buiten gebruik gesteld, omdat vooral de kabels danig aangetast waren. Ondanks het feit dat reeds in 1964 een vaste brugverbinding werd gebouwd, omdat de zweefbrug het sterk toegenomen verkeer niet meer aankon werd gezocht naar fondsen om de brug te restaureren. Met hulp van o.a. het Europees Ontwikkelingsfonds voor de regio's werd drie miljoen pond samengebracht en in 1992 werd er gestart met de renovatiewerken. Op 15 december 1995 werd de brug heropend.
De gondel heeft een capaciteit van zes wagens, de overtocht voor een wagen kost nu 50 pence, voetgangers, fietsers en motorfietsers worden gratis overgezet. Ondanks het tolgeld heeft de brug steeds met verlies gewerkt, actueel bedragen de werkingskosten zowat 160.000 pond per jaar. In uitzonderlijke gevallen wordt het gangpad boven op de brug opengesteld voor gebruik, doch enkel onder toezicht.
Bij de brug, die ondertussen is erkend en beschermd als monument, is na de renovatie een bezoekerscentrum geopend. In september 2006 is de 100e verjaardag van de opening gevierd. Vanaf zomer 2008 was de brug tijdelijk gesloten als gevolg van technische gebreken. In de zomer van 2009 werd begonnen met reparatie. In 2021-2022 is de brug gerestaureerd door Cleveland Bridge, dit is hetzelfde bedrijf die de brug 115 jaar geleden heeft gebouwd.

## Fotogalerij

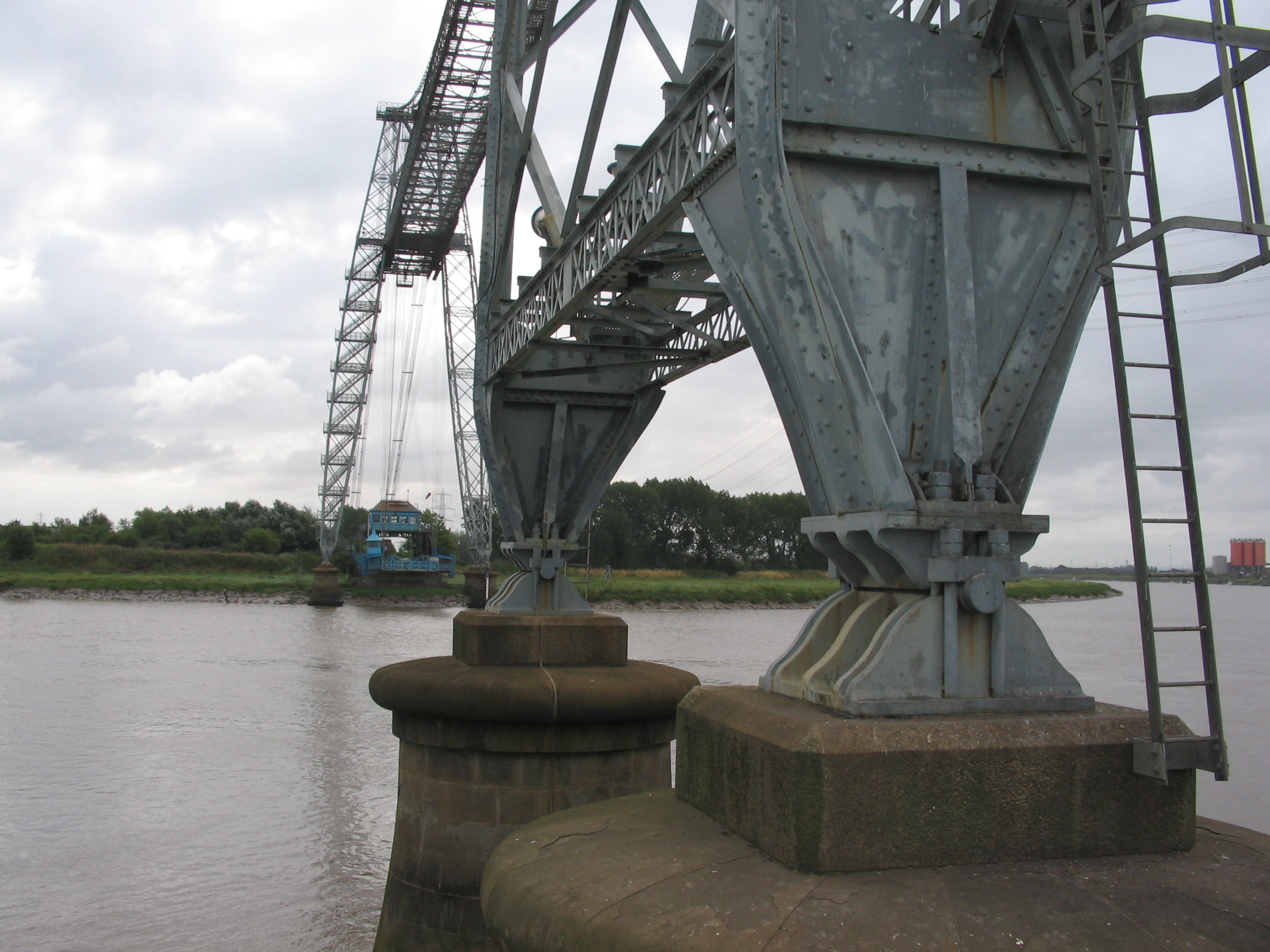
Verankering van een van de stalen pylonen
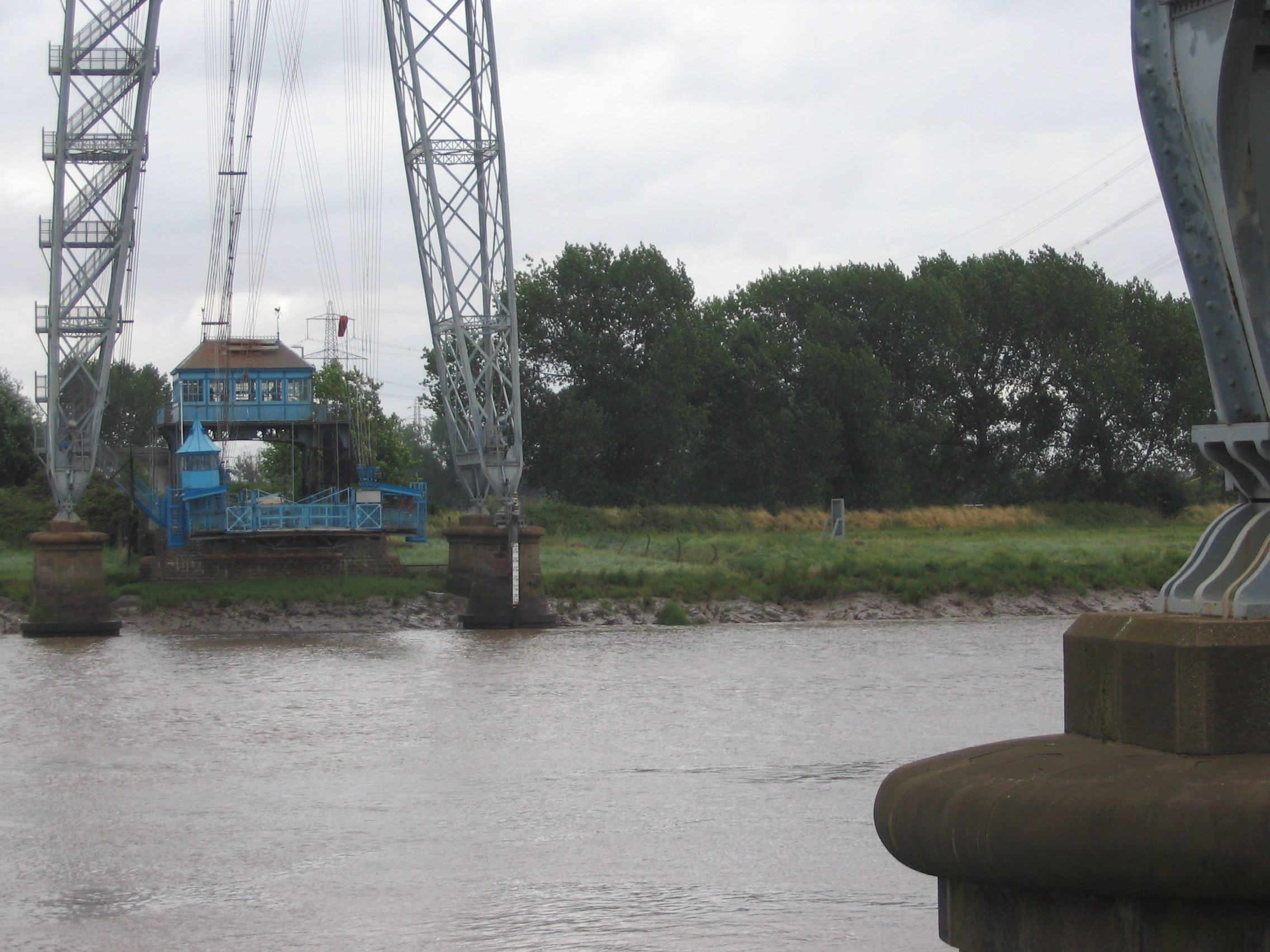
Gondel bij de Oostoever
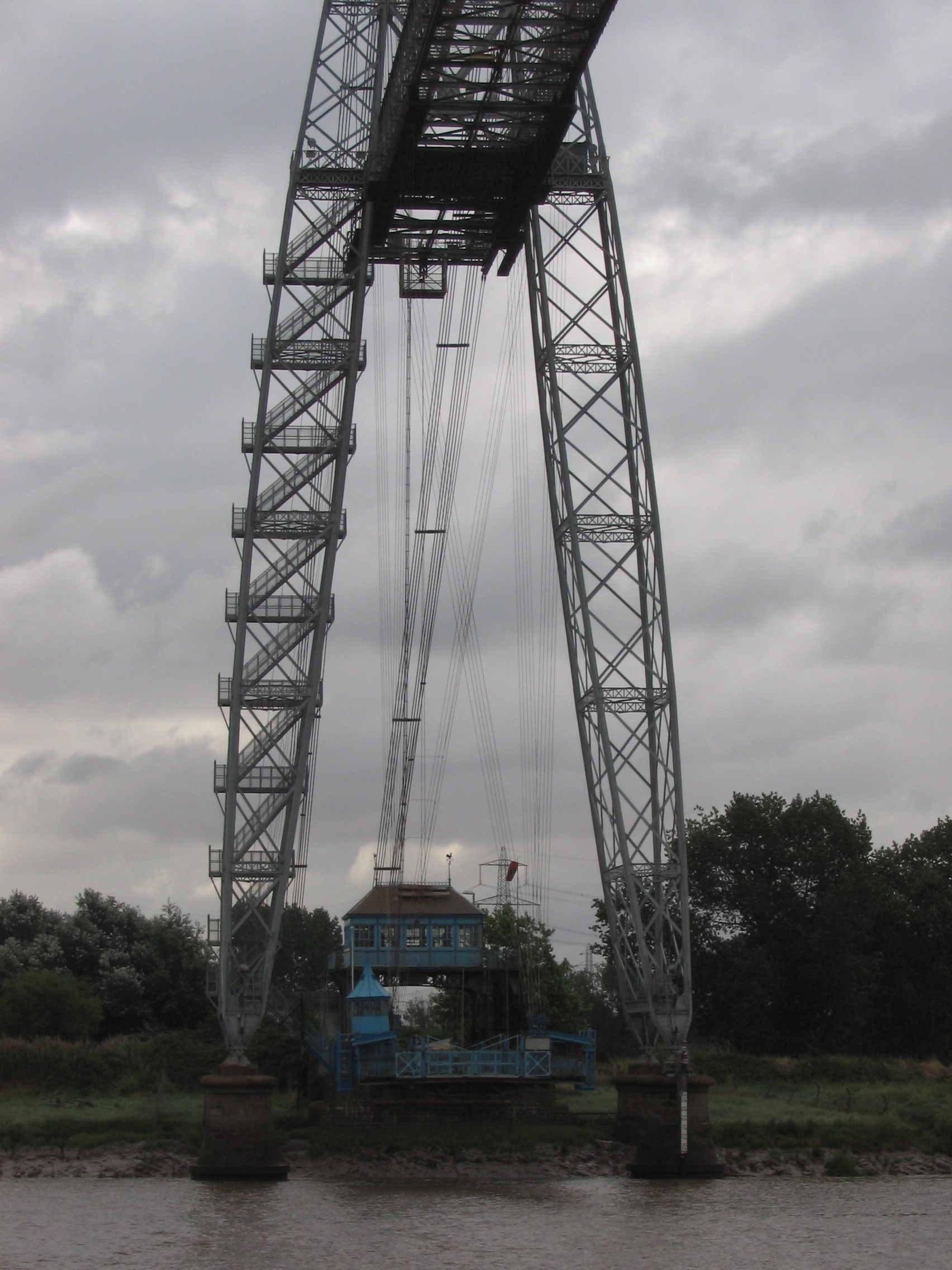
Gondel, ophanging en pylonen bij de Oostoever
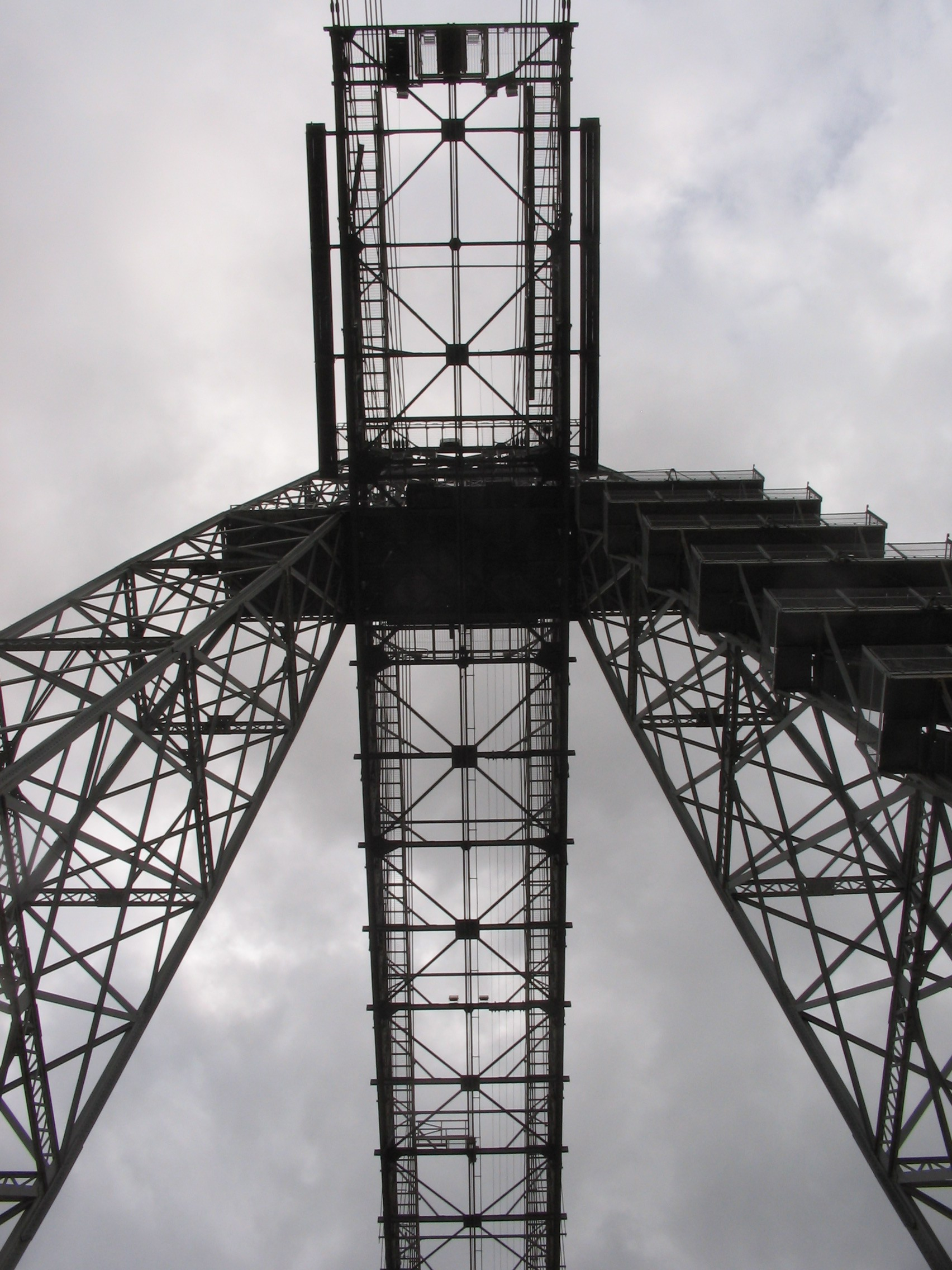
Onderzijde van de draagtafel